# Calle Johansson
Carl Christian „Calle” Johansson (ur. 14 lutego 1967 roku w Göteborgu) – szwedzki hokeista na lodzie, trener.

## Kariera zawodnicza
- KBA-67 (19814-1983)
- Västra Frölunda HC (1983-1985)
- IF Björklöven (1983-1985)
- Buffalo Sabres (1987-1990)
- Washington Capitals (1989-2003)
  -  Kloten Flyers (1994)
- Toronto Maple Leafs (2003-2004)

W latach 1987-2004  występował w lidze NHL na pozycji obrońcy. Grał w drużynach: Buffalo Sabres, Washington Capitals oraz Toronto Maple Leafs. W sezonach zasadniczych NHL rozegrał łącznie 1110 spotkań, w których strzelił 119 bramek oraz zaliczył 416 asyst. W klasyfikacji kanadyjskiej zdobył więc razem 535 punktów. 519 minut spędził na ławce kar. W play-offach NHL brał udział 13-krotnie. Rozegrał w nich łącznie 105 spotkań, w których strzelił 12 bramek oraz zaliczył 43 asysty, co w klasyfikacji kanadyjskiej daje razem 55 punktów. 44 minuty spędził na ławce kar.

## Kariera trenerska
W latach 2003-2004 skaut Washington Capitals. W latach 2006-2007 był asystentem trenera w Frölunda HC. Od sezonu 2012-2013 asystent szkoleniowca w Washington Capitals.

## Sukcesy
Indywidualne
- Mistrzostwa Europy juniorów do lat 18 w hokeju na lodzie 1985: skład gwiazd turnieju[1]
- Viking Award - nagroda dla najlepszego szwedzkiego zawodnika w lidze NHL: 1992
- Puchar Świata w Hokeju na Lodzie 1996: skład gwiazd turnieju